# Tivoli (IBM)
Pour les articles homonymes, voir Tivoli.
Tivoli est le nom d'une gamme de logiciels d'administration et de supervision des systèmes d'information, éditée par IBM.

## Histoire
À l'origine, Tivoli Systems un éditeur américain de logiciels d'administration systèmes, est créé à Austin en 1989.
En mars 1996, la société est rachetée par IBM pour un montant de 750 millions de dollars. Tivoli devient alors la branche d'IBM dédiée aux logiciels d'administration de réseaux, de systèmes et d'applications.

## Tivoli Configuration Manager
Tivoli Configuration Manager (IBM TCM) est l’outil d'inventaire et de télédistribution de la plateforme Tivoli.

## Autres logiciels
- Tivoli Access Manager
- Tivoli Data Warehouse
- Tivoli Decision Support
- Tivoli Enterprise Console (TEC)
- Tivoli Identity Manager
- Tivoli Management Framework
- Tivoli Monitoring
- Tivoli NetView
- Tivoli Performance Viewer (TPM)
- Tivoli Remote Control
- Tivoli Storage Manager (TSM)
- Tivoli Workload Scheduler (TWS) (en)